# Умар аль-Акта
Умар ибн Абдаллах (Убайдаллах) ибн Марван, более известный как Умар аль-Акта (араб. عمر الأقطع‎, «Умар Однорукий»), в греческих источниках называемый Амир (ср.-греч. Ἄμερ) или Амброс (ср.-греч. Ἄμβρος; ум. 3 сентября 863, Лалакаон, Пафлагония, Малая Азия) — полунезависимый арабский эмир Малатьи (Мелитены), города в Малой Азии, правивший с 830-х годов вплоть до своей смерти 3 сентября 863 года в битве при Лалакаоне. В эти годы он являлся одной из главных угроз политическому спокойствию и безопасности Византии на её восточных рубежах. Важная фигура в поэтическом наследии как Персии, так и Арабского мира.

## Биография
Умар происходил из Бану Сулайм, арабского племени, которое организовалось в западной части Бадият-эль-Джазира в Месопотамии в годы в арабских завоеваний и сыграло важную роль в управлении регионом близ Малатьи и зонами, пограничными с Византией и Хазарским каганатом. Отца Умара звали Абдаллах или Убайдаллах. Известно, что он тоже был эмиром Малатьи, а около 810 года сражался с византийской армией и сдал ей крепость Камача ради освобождения взятого в плен сына.